# Івано-Франківський деканат РКЦ
Івано-Франківський деканат РКЦ — одна з 12-ти адміністративно-територіальних одиниць Львівської архідієцезії Римо-католицької церкви в Україні із центром у Львові. Утворений у 1992 році.

## Парафії
- Івано-Франківськ, священики також обслуговують:
  - Лисець
- Надвірна, священики також обслуговують:
  - Богородчани
- Заболотів, священики також обслуговують:
  - Гвіздець
- Снятин, священики також обслуговують:
  - Городенка
- Коломия, священики також обслуговують:
  - Отинія
  - Ценява
- Косів
- Кути, священики також обслуговують:
  - Вашківці
  - Вижниця
  - Міліїве
- Обертин, священики також обслуговують:
  - Тлумач
- Яблуниця
- Яремче, священики також обслуговують:
  - Ворохта
  - Делятин

## Монаші згромадження
- Унія Ордена св. Урсули — Коломия.
- Унія Ордена св. Урсули — Івано-Франківськ.
- Сестри Слугині Пресвятої Діви Марії Непорочного Зачаття — Обертин.
- Згромадження Сестер Милосердя св. Вікентія а Пауло (Милосердя) — Снятин.
- Згромадження Сестер св. Фелікса (Феліцянкі) — Заболотів.
- Згромадження Сестер св. Фелікса (Феліцянкі) — Косів.